# 大賀典雄
大賀 典雄（おおが のりお、1930年1月29日 - 2011年4月23日）は、日本の実業家、声楽家（バリトン歌手）。位階は従三位。勲等は勲一等。
実業家として、CBS・ソニーレコード株式会社社長（初代）、ソニー商事株式会社社長、東京商工会議所副会頭、ソニー株式会社社長・最高経営責任者（初代）・会長、社団法人経済団体連合会副会長などを歴任した。財団法人東京フィルハーモニー交響楽団会長・理事長、東京文化会館館長を務めた。
東京芸術大学音楽学部声楽科を卒業し、西ドイツに留学してベルリン国立芸術大学音楽学部を卒業した声楽家でもあった。30代半ばだった1964年の時点では、バリトン歌手として活発に活動しており、実業家（ソニー商事株式会社取締役広報部長）と二足の草鞋を履いていた。晩年には、経営者・財界人としての活動の傍ら、オーケストラを指揮することがたびたびあった。
妻はピアニストの松原緑。

## 来歴

### 生い立ち
1930年、静岡県沼津市の材木商を営む大賀正一・としの次男（7人兄弟）として生まれる。父親は浜松第一中学から盛岡高等農林学校に学んだのち事業を興し、仏領インドシナなどにも店を持つほど成功した。父親がハノイに単身赴任していたため母・兄弟姉妹とともに沼津千本松原の別荘で裕福に暮らす。1949年、旧制静岡県立沼津中学校を卒業。在学中に肋膜炎を患い、療養中の家庭教師となった岩井産業の岩井一郎から工学から音楽・歴史まで多大な影響を受ける。敗戦で理工への希望が湧かず、たまたま聴いた日比谷公会堂での中山悌一の歌声に感動し、東京芸術大学音楽学部声楽科に進学。父親が戦後隅田川沿いに土地を買い、両国にグランドピアノ付きの家を建ててくれ、そこから上野の芸大に通学した。芸大在学中に東京通信工業（のちのソニー）のテープレコーダーの音質にクレームをつけたのがきっかけで同社嘱託となる。井深大とは、大学進学前に東京通信工業の出資者のひとりから紹介されて顔見知りであり、同社が国産初の磁気録音機を芸大に売り込んだ際に協力していた。
東京芸術大学を卒業後、同学の専攻科を修了し、東京通信工業の嘱託として給料をもらいながら、西ドイツに留学した。ミュンヘン国立高等音楽大学にて学んだのち、田中路子の勧めでベルリン国立芸術大学に移り、同大学の音楽学部を卒業した。このころ田中路子の紹介で、ベルリン・フィルハーモニーの新指揮者ヘルベルト・フォン・カラヤンと知り合う。ベルリンから帰国後は二期会に所属し、バリトン歌手として活動。帰国後間もない1957年9月に、井深大の媒酌で、芸大の同級生で留学仲間でもあるピアニストの松原緑と結婚し、松原家が敷地内に建ててくれた白山の家で新婚生活を始める。緑の父親・松原正香は東邦医大教授やホンダの顧問医を務めた医師で、丸山千里（丸山ワクチンで知られる）の兄。

### 東京通信工業に入社
1950年、音楽学生だった際に東京通信工業（現：ソニー）が発売したG型テープコーダー（テープレコーダーのソニーの商標）で、音楽を記録した際の音質にクレームをつけに同社に訪れる。対応した井深大は大賀をあしらうつもりだったものの、テープレコーダーに対する高い知識に感心し、嘱託で勤務することとなった。
留学ののち、1959年9月には正式にソニーに入社。1年目にして、第二製造部の部長に抜擢された。実業家として多忙になるまではバリトン歌手としても活躍していた。
広告部長とデザイン室長を兼務し、現在のソニーブランドの礎を築いた。『SONY』ロゴのデザインを手がけたり、トランジスタラジオ・テープレコーダーなどの製品にインダストリアルデザインをいち早く取り入れる。その思想は、現在も「ソニーデザイン」として受け継がれている。

#### 経営者として
1964年に34歳にして取締役に就任。CBS・ソニーレコード（のちのソニー・ミュージックエンタテインメント）やソニー商事（のちのソニーマーケティング）の社長を経て、1982年にソニーの社長就任。1989年からは最高経営責任者も同時に兼務した。オーディオのデジタル化に力を注ぎ、コンパクトディスクの開発とソフト普及の先頭に立った。またミニディスク（MD）の仕様は大賀自らが書き起こしたと言われている。他方、アメリカのCBSレコードやコロンビア ピクチャーズの買収、ソニー・ピクチャーズエンタテインメントなどの新設と言った新たな事業にも積極的に取り組んだ。特にプレイステーションの開発を（任天堂との共同開発を含めて）推進し、ソニー・コンピュータエンタテインメントの設立にも尽力している。
その後、会長、取締役会議長、名誉会長を歴任。東京商工会議所の副会頭や経済団体連合会の副会長などの役職も多数務めた。2001年11月に北京でオーケストラを指揮中に倒れた。長期療養後に復帰。2003年1月28日に取締役を退任した。2006年4月1日より相談役。

## 音楽活動

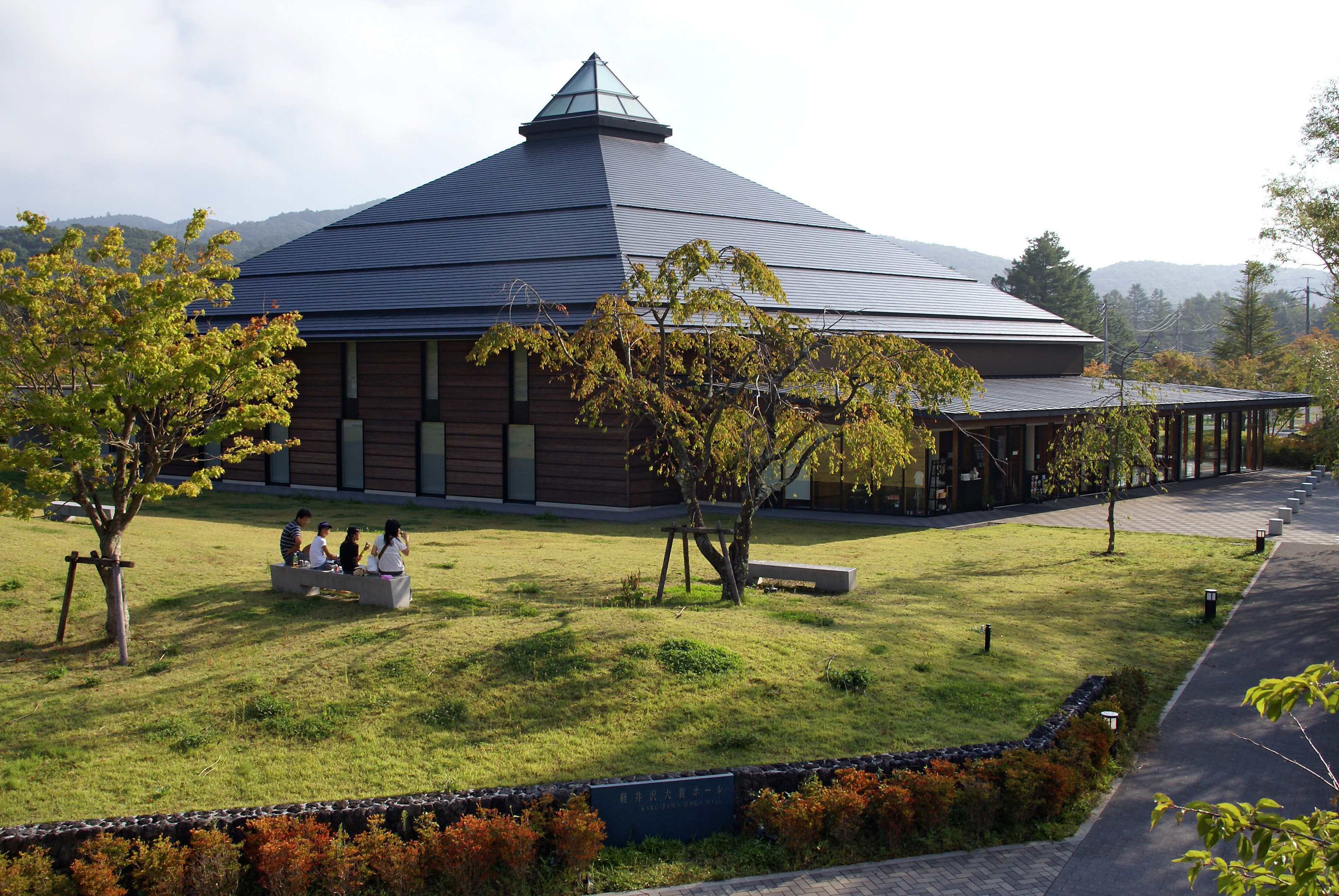
軽井沢大賀ホール

声楽家としては、バリトン。幼いころから声がいいと言われ、身長も178cmで体格の良さが歌手に好条件だった。二期会の中山悌一に師事している。1973年には、ソプラノの伊藤京子、山田一雄指揮東京都交響楽団との共演でフォーレのレクイエムのレコードが当時のCBSソニーから発売された。
指揮者としては、1990年に60歳の記念として東京フィルを指揮したのをきっかけに世界中の名門オーケストラと共演した。中でもベルリンの壁跡地のポツダム広場再開発地区に建設したソニー・センターの落成式典でベルリン・フィルハーモニー管弦楽団を指揮してベートーヴェンの交響曲第9番を演奏したのは有名。
療養先であった長野県軽井沢町に音楽ホールがないことから、ホールの建築資金にすることを条件に退職慰労金およそ16億円から手取額すべてを同町に寄付した。この寄付を資金として建築された音楽ホールが軽井沢大賀ホールである。
長年の音楽活動の中から、オーケストラの音色を決めるオーボエの重要性に着目し、ソニー音楽財団の主催で1986年に東京国際オーボエコンクールを、親交のある鈴木清三（新日本フィル）及びハンスイェルク・シェレンベルガー（ベルリン・フィル）の二人の奏者と共に立ち上げた。その後も、国際オーボエコンクールとして、開催地を変更しながらも3年毎に行われ続けている。

## 交友
世界的な指揮者であるヘルベルト・フォン・カラヤンとは、ドイツ留学中に知り合い、コンパクトディスクの開発や趣味の飛行機操縦などで公私共に縁が深かった。1989年7月16日にカラヤンが81歳で急死した際、大賀はザルツブルクのカラヤン邸を訪れて、カラヤンの映像作品の商品化について話し合っている最中だった。大賀はカラヤンのことをカラヤン先生と呼んでいる。

## 略歴
- 1930年 - 静岡県にて誕生
- 1953年 - 東京芸術大学音楽学部卒業
- 1953年 - 東京通信工業嘱託
- 1954年 - 東京芸術大学専攻科修了
- 1957年 - ベルリン国立芸術大学音楽学部卒業
- 1959年 - ソニー入社
- 1959年 - ソニー第二製造部部長
- 1961年 - ソニーデザイン室室長・宣伝部部長
- 1964年 - ソニー取締役
- 1968年 - CBS・ソニーレコード専務
- 1970年 - CBS・ソニーレコード社長
- 1972年 - ソニー常務
- 1974年 - ソニー専務
- 1976年 - ソニー副社長
- 1980年 - CBS・ソニーレコード会長
- 1982年 - ソニー社長
- 1989年 - 東京商工会議所副会頭
- 1989年 - ソニー最高経営責任者
- 1995年 - ソニー会長
- 1998年 - 経済団体連合会副会長
- 1999年 - 東京フィルハーモニー交響楽団会長・理事長
- 2000年 - ソニー議長
- 2003年 - ソニー名誉会長
- 2006年 - ソニー相談役
- 2011年4月23日 - 午前9時14分[14]、多臓器不全のため東京都内の病院で死去。81歳没[15][16]

## 栄典
- 1988年 - 藍綬褒章
- 1994年 - ドイツ連邦共和国功労勲章大功労十字章[17]
- 1996年 - フランス・レジオンドヌール勲章[18]
- 2001年 - ドイツ連邦共和国功労勲章大功労十字星章[17]
- 2001年 - 勲一等瑞宝章[19]
- 2011年 - 従三位

## エピソード
- 1989年7月16日、当時ソニー社長だった大賀は現地ソニードイツ法人社長を連れて、商談のためオーストリア、ザルツブルクのカラヤン邸を訪れていた。カラヤンは朝から体調がすぐれなかったが、面会を断らず、大賀らを寝室に通した。寝室ではカラヤンはベッドに入ったまま、近日ザルツブルク音楽祭で上演、指揮する予定のヴェルディの歌劇「仮面舞踏会」のスコアに目を通していた。スコアを傍らに置き、元気そうに大賀らと話の花を咲かせていた。その最中突然カラヤンがガクッとベットの中に崩れ落ちた。大賀はカラヤンを胸に抱いたまますぐに救急を呼び、エリエッテ夫人もあわてて駆けつけた。病院に搬送されたカラヤンは緊急治療の甲斐もなく、この世を去った。81歳と3カ月の生涯だった。カラヤンの最期を看取ったのが大賀だった。
- 東商との関係で、東京メトロポリタンテレビジョンの初代社長に就任する予定であったが、放送機器を扱うメーカー出身者ではまずいということになり、結局第一勧業銀行の藤森鐵雄が社長に就任した。
- 2001年11月に大賀は北京でオーケストラの指揮中に倒れ、長期療養生活を送った。この時の様子は後日出た日本経済新聞社の「私の履歴書」で詳しく語られている。この時、大賀は「カラヤンが向こうの世界からおいで、おいでと呼んでいるような気がした。」と半ば冗談で語っていた。しかし、奇しくも大賀もカラヤンと同じ81歳と3カ月でこの世を去った。この4月23日はカラヤンが1989年に生涯最後の演奏会（ブルックナーの交響曲第7番）を行った日であった。
- アメリカで毎年開催されるタングルウッド音楽祭の地に、親交のあった指揮者小澤征爾を記念して、NECほかと協力して「セイジ・オザワ・ホール」を建設した。このホールは今でもタングルウッド音楽祭の会場として利用され、親しまれている。
- CBSソニー（レコード会社）会長を務めていた1980年11月19日には、山口百恵（CBSソニー専属歌手）と三浦友和の結婚披露宴で、山口側の主賓を務めた。
- 独自の睡眠理論があり、9時半か10時ぐらいに一度寝て、午前2時ぐらいに目が覚めると、指揮の楽譜を覚えたり、地図を見たり、飛行機の操作方法を学習するなど勉強をし、午前4時ごろ再び就寝する[20]。

## その他
ソニーが役員出張用の飛行機を購入した時、自ら飛行機の免許を取得し操縦して海外出張に出かけていた。
飛行機の免許を取得したソニー社長、会長時代は午後10時ごろに就寝し、数時間後に起床して飛行機の勉強を続けていた。

## 著書
- SONYの旋律（私の履歴書）（2003年 日本経済新聞社、ISBN 4532310504